# Entspannungspolitik
Unter Entspannungspolitik versteht man die Politik der Beilegung von Konflikten zwischen verschiedenen Staaten auf diplomatischer Ebene. So versuchen die beteiligten Staaten, Streitigkeiten mit Hilfe neutraler Vermittler auf dem Wege des Kompromisses zu beheben und in Verträgen zu verankern. Weiter sucht man durch Einigungen schon zuvor, einer Eskalation von politischen und militärischen Streitigkeiten und Krisensituationen entgegenzuwirken. Kritik an der Entspannungspolitik äußern Hardliner und Konservative, die dabei einen Verlust der eigenen Stärke befürchten.

## Entspannung und Annäherung in der Deutsch-deutschen Frage
In der Bundesrepublik wurde die Regierungszeit von Bundeskanzler Willy Brandt von der Entspannungspolitik geprägt. Angesichts des Kalten Krieges, des Wettrüstens und der ständigen Konfrontation zwischen Ost und West wurden 1969 von ihm Gespräche mit Polen geführt sowie Verhandlungen zum Gewaltverzicht mit der Sowjetunion, der DDR und den anderen Staaten des Warschauer Paktes eingeleitet. Das dieser Politik zugrunde liegende Konzept Wandel durch Annäherung hatte Egon Bahr bereits 1963 formuliert. Das Erfurter Gipfeltreffen mit DDR-Regierungschef Willi Stoph bildete den symbolträchtigen Auftakt. Mit den Ostverträgen wurden die Oder-Neiße-Grenze und weitere infolge des Zweiten Weltkrieges entstandenen Grenzen anerkannt. Willy Brandts Kniefall bei der Kranzniederlegung am Ehrenmal für die Toten des Warschauer Ghettos im Dezember 1970 war ein weiterer Schritt auf dem Weg zu gegenseitiger Anerkennung.
Am 7. Dezember 1970 wurde der Warschauer Vertrag durch Willy Brandt und Walter Scheel (Außenminister) unterzeichnet.
Im Rahmen der Ostpolitik wurde am 21. Dezember 1972 der Grundlagenvertrag zwischen der Bundesrepublik Deutschland und der Deutschen Demokratischen Republik unterzeichnet (am 21. Juni 1973 in Kraft getreten), mit dem auch die Einrichtung Ständiger Vertretungen (StäV) beschlossen wurde (Artikel 8). 
Richard Nixon, US-Präsident von 1969 bis 1974, unterstützte (nach anfänglicher Skepsis) die Ostpolitik von Brandt.
Nach der deutschen Einheit, aber auch aktuell durch den Angriff Russlands auf die Ukraine ist die Frage, ob Entspannung im Ost-West-Verhältnis sinnvoll oder naiv war, neu aufgeflammt.

## Stationen der Entspannungspolitik während des Kalten Krieges
- 1963: Einrichtung des heißen Drahts zwischen Moskau und Washington
- 1963: Vertrag über das Verbot von Kernwaffenversuchen in der Atmosphäre, im Weltraum und unter Wasser, trat am 10. Oktober 1963 in Kraft
- 1968: Atomwaffensperrvertrag, trat am 5. März 1970 in Kraft
- 28. Oktober 1969 (einen Monat nach der Bundestagswahl 1969 und wenige Tage nach der Ernennung des Kabinetts Brandt I): der neue Bundeskanzler Willy Brandt machte in seiner ersten Regierungserklärung weitreichende Ankündigungen[1]
- 1972: Salt-I-Vertrag, der die Anzahl der strategischen Waffen und Abwehrsysteme auf beiden Seiten reglementierte
- Herbst 1972: Polen und die Bundesrepublik richteten diplomatische Vertretungen ein[2]
- 1973: Abkommen zur Verhinderung eines Atomkriegs, das im Falle eines Konflikts sofortige Beratung zwischen den Supermächten vorschreibt
- 1970 bis 1973: Ostverträge, in denen die Bundesrepublik  Deutschland den Status quo in Europa faktisch anerkannte und ihre Beziehung mit der Sowjetunion regelte
- 1975: KSZE-Prozess, in dem Sicherheitsfragen für Europa geregelt wurden (Gewaltverzicht, territoriale Integrität der Staaten etc.)